# اسکایلر (ویرجینیا)
اسکایلر (به انگلیسی: Schuyler) یک منطقهٔ مسکونی در ایالات متحده آمریکا است که در ویرجینیا واقع شده‌است. اسکایلر ۲۹۸ نفر جمعیت دارد و ۱۲۰٫۰۹ متر بالاتر از سطح دریا واقع شده‌است.